# Barvanje po Papanicolaouu
Barvanje po Papanicolaouu je v histologiji postopek barvanja z vodno raztopino hematoksilina v kombinaciji z drugimi barvili v etanolu za citodiagnostiko. Gre za večbarvno tehniko citološkega barvanja, ki jo je leta 1942 razvil George Papanicolaou. Je eden od najpogosteje uporabljenih postopkov citološkega barvanja, zlasti v citodiagnostiki raka. Najbolj znana je njegova uporaba pri diagnosticiranju raka materničnega vratu (t. i. test PAP), uporablja pa se tudi za barvanje neginekoloških vzorcev, zlasti različnih telesnih izločkov in bioptičnih vzorcev organiv in tkiv, pridobljenih s tankimi iglami. Papanicolaou je v letih 1942, 1954 in 1960 objavil tri različne formulacije barvil za ta postopek barvanja.

## Postopek
Postopek barvanja po Papanicolaou ni standardiziran in med laboratoriji prihaja do razlik v postopku in uporabljanih barvilih. Po klasičnem postopku se uporablja pet barvil v treh različnih raztopinah:
- Hematoksilin obarva celična jedra temnomodro.[10]
- Sledi barvanje citoplazme z oranžnim G (Orange G) – kislim barvilom z majhno molekulo, ki obarva keratin intenzivno oranžno.[10]
- Tretja je polikromna mešanica EA, sestavljena iz eozina, light greena in Bismarck rjavega. Vsebuje tudi fosforvolframovo oziroma fosformolibdensko kislino, ki deluje kot zakisljevalec in poveča učinek light greena. Eozin se veže na beljakovine in citoplazmo zrelih superficialnih celic ploščatega epitelija, jedrca, eritrocite in cilije barva svetlo rdeče. Light green je kislo barvilo, ki citoplazmo presnovni aktivnih celic (parabazalne in intermedialne celice ploščatega epitelija ter cilindrične žlezne celice) obarva zeleno. Dobro se veže na bazične beljakovine. Bismarck rjavo je bazično barvilo, njegova vloga ni pojasnjena in je v mnogih recepturah opuščen.[10]